# Ljubutsk
Ljubutsk (in russo: Любутск, trasl. angl.: Lyubutsk o anche Lyubutsek) era una fortezza russa, situata a circa 4 km a sud della confluenza del fiume Oka con il Dugna, nell'odierno Oblast' di Kaluga. Il suo nome deriva da un ruscello che scorre sui lati settentrionale e orientale della città.

## Storia
In origine, Ljubutsk faceva parte del Principato di Brjansk: fu nel XIV secolo che la città fu acquisita dal Granducato di Lituania. La città viene menzionata nel 1372, anno in cui 
Algirdas di Lituania e Michail II di Tver' marciarono in maniera congiunta contro Demetrio del Don, principe di Mosca, che riuscì a fermare l'avanzata dei suoi avversari. Dopo una fase iniziale di stallo, Algirdas e Demetrio raggiunsero un'intesa divenuta nota come trattato di Ljubutsk.
Nel 1408, Ljubutsk divenne di proprietà di Vladimiro l'Audace, finendo però nel 1473 di nuovo sotto il dominio di Vilnius. Nel 1460 si fa riferimento una seconda volta a Ljubutsk, perché rientrante tra gli insediamenti raggiunti da Akhmat Khan durante il suo attacco alla Lituania e alla Moscovia. Infine, la città passò sotto il dominio russo dopo la tregua del 1503 che pose fine alla seconda guerra moscovita-lituana. Lo zar Ivan III lasciò in eredità la fortezza a suo figlio Andrej di Starica, mentre nel corso del XVI secolo Ljubutsk cessò di essere una fortezza e divenne un posad. Nel 1566 Ljubutsk viene riportata alla stregua di un semplice villaggio.